# Bukit Baru
Bukit Baru (en malayo: Bukit Baru) es una localidad de Malasia, en el estado de Malaca.
Se encuentra a 19 m sobre el nivel del mar. 

## Demografía
Según estimación 2010 contaba con 54044 habitantes.